# Ozerszczyna
Ozerszczyna (ukr. Озерщина) – wieś na Ukrainie, w obwodzie kijowskim, w rejonie buczańskim. W 2001 liczyła 249 mieszkańców.